# Phytomyza bipunctata
Phytomyza bipunctata är en tvåvingeart som beskrevs av Friedrich Hermann Loew 1858. Phytomyza bipunctata ingår i släktet Phytomyza och familjen minerarflugor.
Artens utbredningsområde är Polen. Arten är reproducerande i Sverige. Inga underarter finns listade i Catalogue of Life.